# Abjani konfliktus
A 2015. március-augusztusi abjani hadjárat egy katonai hadművelet volt, melyet a jemeni Abjan kormányzóság megszerzéséért vívtak a hútik és a Jemeni Hadsereg Ali Abdullah Szálehhez hű része valamint a militánsok, az al-Káida arab-félszigeti szárnya és a jemeni hadsereg Hádit támogató része. Augusztus 11-én a Hádi-párti haderők egy a hútik elleni támadást követően visszafoglalták a kormányzóság területét. after launching an offensive on pro-Houthi forces in early August.

## A hadjárat
Március 26-án a Lawda Hádit támogató seregekhez. Mindezen felül az al-Káida arab-félszigeti szárnya is megfogadta, hogy segítik a Hádi-párti fegyvereseket a hútik ellenében, de leszögezték, hogy nem lesznek lojálisak Hádihoz.
Március 27-én a hútik és szövetségeseik az Arab-tenger partján fekvő Shuqrah városát támadták meg. Ezzel Áden összes szárazföldi kapcsolatát ők ellenőrizték, és így bekerítették a várost, ahol akkor is éppen harcok dúltak. However, warplanes from the Saudi-led coalition began to bedevil the Houthis as they moved their heavy armour and vehicles toward Aden, with airstrikes halting a convoy from Shuqrah early on 28 March.
Március 29-én a hútik mellett harcoló katonák elfoglalták Zinjibart, a körzet központját, a Hádi-seregek legfontosabb állomáshelyét a kormányzóságon belül. Az átvétel során 20 ember meghalt. A törzsi harcosok és a koalíciós bombázásokkal érintett katonai tábort valamint a mellette fekvő futballpályát  elfoglaló hútibarát harcosok között heves tűzharcok bontakoztak ki.
Április 3-án a hútik behatoltak Jaar, Lawdar és Shuqrah körzeteibe. A Hádi-párti források szerint április 7-én a 111. Gyalogos Dandár elvágta a hútik és szövetségeseik utánpótlási útvonalát, de a hútipárti 15. Fegyveres Dandár egyik tisztje szerint még mindig kapnak ellátmányt az északi Bajdá kormányzóságból. Napközben folyamatosan lőtték Lawdart, míg a hírek szerint a Hádi-párti sereggel megostromolták a hútipártiak fegyveres dandárját.
Április 25-én egy tisztviselő szerint a tartományban zajló támadásokban a húti harcosok közül legalább 29-et megöltek.
Miután a kormánypárti seregek visszafoglalták Jaʿārt és Lawdart, augusztus 8-án a Hádi-párti seregek offenzívát indítottak, hogy a húti militánsoktól visszafoglalják Zinjibar városát.
Mindössze két napnyi, a városban állomásozó húti harcosokkal vívott csata után a Hádi-párti erők visszafoglalták a körzet központját,  Zinjibart, majd a folytatásban megszerezték Shuqrahot. Augusztus 11-én a Hádi-párti seregek Abjan kormányzóság teljes területét visszafoglalták.